# Primer ministro de Kazajistán
El primer ministro de la República de Kazajistán (en kazajo: Қазақстан Республикасының Премьер-Министріes) el jefe de Gobierno de la República de Kazajistán. El primer ministro, que gobierna de acuerdo con los designios del presidente, encabeza el Gabinete de Ministros y es la cara visible del gobierno del país.
El actual primer ministro Olzhas Bektenov que fue nombrado el 6 de enero de 2024.

## Características

### Elección
Según la constitución kazaja de 1995, la elección del primer ministro corresponde al presidente que, previa consulta con los partidos políticos representados en el Mazhilis, la cámara baja del Parlamento kazajo, promoverá un candidato para que sea la cámara baja quien lo apruebe (artículo 44 y artículo 56).
La destitución del primer ministro queda a cargo del presidente pero también la cámara baja, por mayoría de votos del número total de diputados, puede ejercer un voto de censura al Gobierno (artículo 56).

### Mandato
El artículo 70 de la constitución determina que el mandato del primer ministro será de cinco años sin limitación de mandatos. El primer ministro podrá renunciar o dimitir en caso de no contar con la confianda del Mazhilis. Su renuncia o dimisión deberá ser presentada ante el presidente de la República que podrá o no aceptar su renuncia.
El presidente de la República tendrá derecho a adoptar por iniciativa propia la decisión de poner fin a los poderes del Gobierno y de relevar de sus cargos a cualquiera de sus miembros. El cese del primer ministro significará la terminación de los poderes de todo el Gobierno.

### Facultades Constitucionales
El primer ministro es el jefe del gobierno y encabeza el Gabinete de ministros, que son nombrados por el presidente a propuesta del primer ministro. Tiene responsabilidad jurídica en los decretos firmados por el presidente que emanen del Gobierno (artículo 45).
Como jefe del gabinete el primer ministro  deberá informar al presidente y al Parlamento sobre las principales orientaciones de la actividad del Gobierno y todas sus decisiones importantes; desempeñar otras funciones relacionadas con la organización y supervisión de la actividad del Gobierno. Los miembros del Gobierno serán independientes en la toma de decisiones dentro de su competencia y serán personalmente responsables ante el primer ministro de la actividad de los órganos subordinados a ellos (artículo 66). 
Específicamente, según el artículo 67, el primer ministro es el encargado de organizar y supervisar la actividad del Gobierno, responder personalmente de su trabajo; informar al presidente y al Parlamento sobre las principales orientaciones de la actividad del Gobierno y sobre todas sus decisiones importantes; y, finalmente, desempeñar otras funciones relacionadas con la organización y supervisión de la actividad del Gobierno.
El primer ministro puede ser consultado por el presidente en cuestiones relativas al estado de emergencia y el estado de sitio (artículo 44) y la disolución de las cámaras (artículo 63). En la sucesión presidencial, el Primer ministro ocupa el tercer lugar en el caso de que los presidentes del Senado y del Mazhilis, las dos cámaras del parlamento, no pudieran ejercer el cargo (artículo 48).

## Listado de primeros ministros (desde 1991)
| #   | Nombre | Nombre                              | Nombre                                                  | Inicio                   | Final                    | Partido        | Elecciones | Presidente | Presidente                       | Presidente |
| --- | ------ | ----------------------------------- | ------------------------------------------------------- | ------------------------ | ------------------------ | -------------- | ---------- | ---------- | -------------------------------- | ---------- |
| 1º  |        |                                     | Serguéi Tereshchenko Сергей Терещенко (1951-2023)       | 16 de diciembre de 1991  | 12 de octubre de 1994    | Indep.         | [ 2 ]      |            | Nursultán Nazarbáyev (1990-2019) |            |
| 2º  |        |                                     | Akejan Kajegeldin Әкежан Қажыгелдин (n. 1952)           | 12 de octubre de 1994    | 10 de octubre de 1997    | UUPK           | [ 2 ]      |            | Nursultán Nazarbáyev (1990-2019) |            |
| 3º  |        |                                     | Nurlan Balgimbayev Нұрлан Балғымбаев (1947-2015)        | 10 de octubre de 1997    | 1 de octubre de 1999     | UUPK           | [ 2 ]      |            | Nursultán Nazarbáyev (1990-2019) |            |
| 4º  |        |                                     | Kasim-Yomart Tokáev Қасым-Жомарт Тоқаев (n. 1953)       | 1 de octubre de 1999     | 28 de enero de 2002      | Otan           | [ 2 ]      |            | Nursultán Nazarbáyev (1990-2019) |            |
| 5º  |        |                                     | Imangali Tasmagambetov Иманғали Тасмағамбетов (n. 1956) | 28 de enero de 2002      | 11 de junio de 2003      | Otan           | [ 2 ]      |            | Nursultán Nazarbáyev (1990-2019) |            |
| 6º  |        |                                     | Daniyal Ajmétov Дaниал Ахметов (n. 1954)                | 11 de junio de 2003      | 10 de enero de 2007      | OtanNur Otan   | [ 2 ]      |            | Nursultán Nazarbáyev (1990-2019) |            |
| 7º  |        |                                     | Karim Masimov Мәсімов Қажымқанұлы (n. 1965)             | 10 de enero de 2007      | 24 de septiembre de 2012 | Nur Otan       | [ 2 ]      |            | Nursultán Nazarbáyev (1990-2019) |            |
| 8º  |        |                                     | Serik Ajmétov Серік Ахметов (n. 1958)                   | 24 de septiembre de 2012 | 2 de abril de 2014       | Nur Otan       | [ 2 ]      |            | Nursultán Nazarbáyev (1990-2019) |            |
| 9º  |        |                                     | Karim Masimov Мәсімов Қажымқанұлы (n. 1965)             | 2 de abril de 2014       | 8 de septiembre de 2016  | Nur Otan       | [ 2 ]      |            | Nursultán Nazarbáyev (1990-2019) |            |
| 10º |        |                                     | Bakhytzhan Sagintayev Бақытжан Сағынтаев (n. 1963)      | 8 de septiembre de 2016  | 21 de febrero de 2019    | Nur Otan       | [ 2 ]      |            | Nursultán Nazarbáyev (1990-2019) |            |
| 11º |        |                                     | Askar Mamin Асқар Мамин (n. 1965)                       | 21 de febrero de 2019    | 5 de enero de 2022       | Nur Otan       | [ 2 ]      |            | Nursultán Nazarbáyev (1990-2019) |            |
| 11º |        | Kasim-Yomart Tokáev interino (2019) | Askar Mamin Асқар Мамин (n. 1965)                       | 21 de febrero de 2019    | 5 de enero de 2022       | Nur Otan       | [ 2 ]      |            |                                  |            |
| 11º |        | Kasim-Yomart Tokáev (2019- )        | Askar Mamin Асқар Мамин (n. 1965)                       | 21 de febrero de 2019    | 5 de enero de 2022       | Nur Otan       | [ 2 ]      |            |                                  |            |
| 12º |        |                                     | Alihan Smaiylov Әлихан Смайылов (n. 1972)               | 5 de enero de 2022       | 5 de febrero de 2024     | Nur OtanAmanat | [ 2 ]      |            |                                  |            |
| 12º |        |                                     | Alihan Smaiylov Әлихан Смайылов (n. 1972)               | 5 de enero de 2022       | 5 de febrero de 2024     | Nur OtanAmanat | [ 2 ]      |            |                                  |            |
| -   |        |                                     | Roman Sklyar Роман Скляр (n. 1971)                      | 5 de febrero de 2024     | 6 de febrero de 2024     | Amanat         | [ 2 ]      |            |                                  |            |
| 13º |        |                                     | Olzhas Bektenov Олжас Бектенов (n. 1980)                | 6 de febrero de 2024     | en el cargo              | Amanat         | [ 2 ]      |            |                                  |            |

### Fuente
- Kazajistán en World Statesmen